# Litocorsa stremma
Litocorsa stremma är en ringmaskart som beskrevs av Pearson 1970. Enligt Catalogue of Life ingår Litocorsa stremma i släktet Litocorsa och familjen Pilargidae, men enligt Dyntaxa är tillhörigheten istället släktet Litocorsa och familjen Pilargiidae. Arten har ej påträffats i Sverige. Inga underarter finns listade i Catalogue of Life.